# Ойлески, Гоце
Гоце Ойлески (макед. Гоце Ојлески; род. 10 октября 1989, Струга)  — македонский гандболист, выступающий за македонский клуб RK Eurofarm Rabotnik .

## Карьера

#### Клубная
Гоце Ойлески начинал профессиональную карьеру в ГК Вардар Скопье. В составе Вардара, Гоце Ойлески становиться дважды чемпионом Македонии. В 2013 году Гоце Ойлески переходит в ГК Металург Скопье, где выиграл чемпионат Македонии в 2014 году. В 2015 году Ойлески переходит в румынский клуб Одорхеи.

#### Сборная
Гоце Ойлески выступает за сборную Македонии. В сборной Македонии Ойлески сыграл 27 матчей и забросил 21 гол. Участник чемпионата Европы 2014 и чемпионат Мира 2017.

## Награды
- Чемпион Македонии: 2009, 2013, 2014
- Обладатель кубка Македонии: 2012

## Статистика
Статистика Гоце Ойлески в сезоне 2016/17 указана на 1.3.2017
| Сезон   | Клуб    | Лига              | Матчи | Голы   | Голы   | Голы  |
| Сезон   | Клуб    | Лига              | Матчи | С игры | 7-метр | Всего |
| ------- | ------- | ----------------- | ----- | ------ | ------ | ----- |
| 2016/17 | Одорхеи | Чемпионат Румынии | 18    | 20     | 0      | 20    |